# برزین دن (مهرستان)
برزین دن، روستایی در دهستان زابلی بخش مرکزی شهرستان مهرستان در استان سیستان و بلوچستان ایران است.

## جمعیت
بر پایه سرشماری عمومی نفوس و مسکن در سال ۱۳۹۵، جمعیت این روستا برابر با ۲۶۶ نفر (۶۶ خانوار) بوده‌است.